# Alina Striemous
Alina Siergiejewna Striemous (ros. Алина Сергеевна Стремоус, rum. Alina Stremous; ur. 11 lipca 1995 w Kotielnikowie) – rosyjska biathlonistka reprezentująca Mołdawię, olimpijka z Pekinu 2022, mistrzyni Europy.
Urodziła się i dorastała w Rosji. Nigdy nie otrzymała powołania do kadry rosyjskiej. W kwietniu 2020 została obywatelką Mołdawii i od tego czasu reprezentuje ten kraj. Na występy dla Mołdawii nie potrzebowała zgody Międzynarodowej Unii Biathlonu, ani Rosyjskiego Związku Biathlonu, ponieważ nigdy nie wystartowała w barwach rosyjskich.

## Osiągnięcia

### Zimowe igrzyska olimpijskie
| Rok  | Miejscowość | Konkurencje | Konkurencje | Konkurencje | Konkurencje | Konkurencje | Konkurencje | Konkurencje |
| Rok  | Miejscowość | IN          | SP          | PU          | MS          | RL          | MR          | SR          |
| ---- | ----------- | ----------- | ----------- | ----------- | ----------- | ----------- | ----------- | ----------- |
| 2022 | Pekin       | 37.         | 10.         | 16.         | 30.         | –           | –           | nd.         |

### Mistrzostwa świata
| Rok  | Miejscowość | Konkurencje | Konkurencje | Konkurencje | Konkurencje | Konkurencje | Konkurencje | Konkurencje |
| Rok  | Miejscowość | IN          | SP          | PU          | MS          | RL          | MR          | SR          |
| ---- | ----------- | ----------- | ----------- | ----------- | ----------- | ----------- | ----------- | ----------- |
| 2021 | Pokljuka    | 72.         | 53.         | 54.         | –           | –           | 22.         | –           |
| 2023 | Oberhof     | 41.         | 63.         | –           | –           | –           | 23.         | 8.          |
| 2025 | Lenzerheide | 48.         | 67.         | –           | –           | –           | 18.         | 12.         |

### Mistrzostwa Europy
| Rok  | Miejscowość          | Konkurencje | Konkurencje | Konkurencje | Konkurencje | Konkurencje | Konkurencje | Konkurencje |
| Rok  | Miejscowość          | IN          | SP          | PU          | MS          | RL          | MR          | SR          |
| ---- | -------------------- | ----------- | ----------- | ----------- | ----------- | ----------- | ----------- | ----------- |
| 2020 | Raubiczy             | nd.         | 91.         | –           | nd.         | nd.         | 19.         | –           |
| 2021 | Duszniki-Zdrój       | 19.         | 48.         | 48.         | nd.         | nd.         | 9.          | –           |
| 2022 | Arber                | 2.          | 4.          | 1.          | nd.         | nd.         | –           | 18.         |
| 2023 | Lenzerheide          | 7.          | 15.         | 6.          | nd.         | nd.         | 16.         | 4.          |
| 2024 | Osrblie              | 2.          | 7.          | 13.         | nd.         | nd.         | –           | 4.          |
| 2025 | Martell-Val Martello | 33.         | 40.         | dns.        | nd.         | –           | nd.         | nd.         |

### Puchar Świata

#### Miejsca w klasyfikacji generalnej
| Sezon     | Miejsce |
| --------- | ------- |
| 2020/2021 | 69.     |
| 2021/2022 | 38.     |
| 2022/2023 | 50.     |
| 2023/2024 | 59.     |
| 2024/2025 | 58.     |